# マニャック＝ラヴァル
マニャック＝ラヴァル （Magnac-Laval、オック語:Manhac la Vau）は、フランス、ヌーヴェル＝アキテーヌ地域圏、オート＝ヴィエンヌ県のコミューン。

## 地理
ガルタンプ川の支流ブラム川が流れる。

## 由来
マニャックの町はかつての低ラ・マルシュ地方に含まれていた。1758年から現在のマニャック＝ラヴァルの名称となった。これはフランス元帥ギィ・ド・モンモランシー＝ラヴァル（fr）のためにラヴァル公爵領が整えられ、マニャック侯爵領がアルナック男爵領と統合されたためである。
フランス革命時代、コミューンの名はマニャック＝ラ＝モンターニュ（Magnac-la-Montagne）に改名させられていた。

## 人口統計
| 1962年 | 1968年 | 1975年 | 1982年 | 1990年 | 1999年 | 2005年 | 2014年 |
| ------ | ------ | ------ | ------ | ------ | ------ | ------ | ------ |
| 2777   | 2625   | 2599   | 2372   | 2266   | 1978   | 2010   | 1770   |

参照元:1962年から1999年までは複数コミューンに住所登録をする者の重複分を除いたもの。それ以降は当該コミューンの人口統計によるもの。1999年までEHESS/Cassini、2006年以降INSEE。